# Walikota Surabaya Cup 2013
Der Walikota Surabaya Cup 2013 im Badminton fand vom 4. bis zum 9. Mai 2013 in Surabaya statt.

## Sieger und Platzierte
| Disziplin    | Gold                                           | Silber                                    | Bronze                                   |
| ------------ | ---------------------------------------------- | ----------------------------------------- | ---------------------------------------- |
| Herreneinzel | Adi Pratama                                    | Febriyan Irvannaldy                       | Adnan Fauzi                              |
| Herreneinzel | Adi Pratama                                    | Febriyan Irvannaldy                       | Jeffer Rosobin                           |
| Dameneinzel  | Ganis Nur Rahmadani                            | Sylvinna Kurniawan                        | Ruselli Hartawan                         |
| Dameneinzel  | Ganis Nur Rahmadani                            | Sylvinna Kurniawan                        | Hana Ramadhini                           |
| Herrendoppel | Ade Yusuf Wahyu Nayaka                         | Hardianto Kevin Sanjaya Sukamuljo         | Ronald Alexander Selvanus Geh            |
| Herrendoppel | Ade Yusuf Wahyu Nayaka                         | Hardianto Kevin Sanjaya Sukamuljo         | Christopher Rusdianto Tri Kusuma Wardana |
| Damendoppel  | Melati Daeva Oktavianti Rosyita Eka Putri Sari | Imma Mutiah Khairunnisa Shella Devi Aulia | Maretha Dea Giovani Melvira Oklamona     |
| Damendoppel  | Melati Daeva Oktavianti Rosyita Eka Putri Sari | Imma Mutiah Khairunnisa Shella Devi Aulia | Nadya Melati Siti Sarah                  |
| Mixed        | Tri Kusharyanto Nadya Melati                   | Hafiz Faizal Shella Devi Aulia            | Wahyu Nayaka Melvira Oklamona            |
| Mixed        | Tri Kusharyanto Nadya Melati                   | Hafiz Faizal Shella Devi Aulia            | Ronald Maretha Dea Giovani               |